# Língua umbundo
Umbundo (umbundu; m'bundo, mbundu do sul, nano, mbali, mbari ou mbundu de Benguela) é uma língua banta falada pelos ovimbundos, povo originário do Planalto Central de Angola. É a língua banta mais falada em Angola.
O principal grupo étnico que a utiliza é o dos ovimbundos, que se concentra no centro-sul do país. Um terço da população angolana pertence a este grupo étnico. Esta língua é usada por cerca de 7 milhões de pessoas como primeira ou segunda língua em Angola e é também falada na Namíbia.

## Difusão
O umbundo é falado principalmente nas províncias centrais de Angola (Bié, Huambo e Benguela), mas também em outras regiões do país, como Huila, Cuando-Cubango, Moxico, Namibe, Cuanza Sul, Malanje, Lunda Norte, Lunda Sul e Luanda. Isso se deve ao êxodo rural de falantes da língua causado pela Guerra Civil Angolana, espalhando seu uso. Muitas palavras do umbundo passaram para a língua portuguesa fora de Angola, como em Portugal, mas especialmente no Brasil.

## Utilização
Umbundo, apesar de não ser reconhecido como uma das línguas nacionais de Angola, tem sido usado extensivamente em projetos de alfabetização, incluindo um notavelmente conduzido pela UNESCO em 1981-1982, que padronizou sua ortografia. Também é utilizado na Rádio Nacional de Angola. É uma língua de comércio no país e se encontra em situação ativa, classificada como nível 3 na Escala de Interrupção Intergeracional Graduada Expandida (EGIDS).
Enquanto 71,1% da população do país fala português, 23% fala umbundo, sendo as próximas línguas mais faladas congo e quimbundo, com 8,2% e 7,8% de falantes respectivamente.

## Inventário Fonético

### Consoantes
|             |             | Labial | Alveolar | Palatal | Velar | Glotal |
| ----------- | ----------- | ------ | -------- | ------- | ----- | ------ |
| Plosiva     | simples     | p      | t        | t͡ʃ      | k     |        |
| Plosiva     | pré-nasal   | ᵐb     | ⁿd       | d͡ʒ      | ⁿg    |        |
| Fricativa   | Fricativa   | f v    | s        |         |       | h      |
| Nasal       | Nasal       | m      | n        | ɲ       | ŋ     |        |
| Aproximante | Aproximante | w      | l        | j       |       |        |

### Vogais
|             | Anterior | Central | Posterior |
| ----------- | -------- | ------- | --------- |
| Fechada     | i ĩ      |         | u ũ       |
| Semifechada | e ẽ      |         | o õ       |
| Aberta      |          | a ã     |           |

#### Tons
Um tom alto é marcado pelo primeiro acento agudo (´) de uma palavra, enquanto um tom baixo é marcado por acento grave (`). Todas as sílabas sem acento têm o mesmo tom da sílaba anterior e, desde o começo de uma palavra até a ocorrência de um acento agudo, todas as sílabas têm tom baixo.

#### Consoantes
Ocorrem algumas consoantes compostas no umbundo, que não contam como sendo duas consoantes seguidas. Essas consoantes compostas são: ch, cuja pronúncia é  [t͡ʃ], e nj, com pronúncia [ⁿd͡ʑ].

#### Vogais
O encontro de dois sons vocálicos de duas palavras seguidas (no final de uma e no começo de outra) causa modificações como mostradas a seguir:
| Vogal final | Vogal inicial  | Pronúncia          |
| ----------- | -------------- | ------------------ |
| a           | a              | a                  |
| a           | e              | e ou ae            |
| a           | i              | e ou ai            |
| a           | o              | a ou, raramente, u |
| a           | u              | o ou au            |
| o           | qualquer vogal | u                  |

As combinações de vogal (como au, ai, eu, oi) apresentam acento tônico na penúltima vogal se são finais na palavra. Se forem seguidas de consoante, o acento tônico está na ultima vogal. Tanto i quanto u são semivogais quando seguidos de qualquer outra vogal.

## Escrita

### Alfabeto
O umbundo possui um alfabeto que foi padronizado por um projeto de alfabetização da UNESCO entre 1981 e 1982. Esse alfabeto é constituído por cinco vogais, como no português a, e, i, o e u, e por dezoito consoantes mais duas consoantes compostas.
| Vogais | Vogais | Vogais | Vogais | Vogais |
| ------ | ------ | ------ | ------ | ------ |
| a      | e      | i      | o      | u      |
| [a]    | [e]    | [i]    | [o]    | [u]    |

| Consoantes | Consoantes | Consoantes | Consoantes | Consoantes | Consoantes | Consoantes | Consoantes | Consoantes | Compostas |
| ---------- | ---------- | ---------- | ---------- | ---------- | ---------- | ---------- | ---------- | ---------- | --------- |
| b          | c          | d          | f          | g          | j          | k          | l          | m          | ch        |
| [ᵐb]       | [ʃ]        | [ⁿd]       | [f]        | [ⁿg]       | [d͡ʒ]       | [k]        | [l]        | [m]        | [t͡ʃ]      |
| ny         | n          | p          | r          | s          | t          | v          | w          | y          | nj        |
| [ɲ]        | [n]        | [p]        | [r]        | [s]        | [t]        | [v]        | [w]        | [j]        | [ⁿd͡ʒ]     |

#### Regras de escrita
No umbundo, palavras podem começar com vogais ou consoantes, mas terminam sempre em vogais. Não ocorrem consoantes dobradas nem duas consoantes quaisquer seguidas (consoantes compostas não são consideradas como duas consoantes seguidas), com exceção de m antes de p e b ou n antes de g, j e d. Neste caso, m e n representam somente a nasalização da consoante que o segue.
Em Angola, o umbundo é escrito em vários padrões ortográficos, como o Padrão Ortográfico Católico e o Padrão Ortográfico Protestante. O fonema [tʃ], por exemplo, é geralmente representado como 〈tch〉 no primeiro e como 〈c〉 no segundo.

## Morfologia

### Nomes

#### Gênero e classes

##### Gênero
No geral, não há indicação de feminino e masculino no umbundo, e as palavras indicam toda a classe de seres a que condizem, sem especificação de gênero. Existem poucas exceções, como homem (u-lume) e mulher (u-kai), boi (o-ngombe) e vaca (o-njindi), rapaz (oku-enjo) e rapariga (u-feko), irmão  (e-kota) e irmã (omu-kai). Se for necessária a indicação de gênero, se inclui, após a palavra à qual se quer atribuir um gênero, seu prefixo nominal correspondente seguido de -lume para o masculino e -kai para o feminino como em ochi-kenge ochi-kai (periquito fêmea) e ochi-kenge ochi-lume (periquito macho).

##### Classes
Todos os nomes no umbundo são classificados por meio da atribuição de prefixos. São chamados de prefixos nominais os que compõem o nome a que se referem e indicam classe e número, variando com singular e plural. Já os prefixos chamados de pronominais se antepõem a outros termos (como verbos, advérbios, adjetivos) que se referem a um nome para indicar concordância entre o nome e o termo.
O umbundo tem nove classes, cada uma com um prefixo para o singular e um para o plural, com três classes tendo duas versões (ver classes completas e reduzidas na seção de artigos). Essas classes abrangem diferentes tipos de substantivos, como seres animados, partes do corpo humano, utensílios, termos abstratos e diminutivos.
| Classe (numeração varia de acordo com autores) | Prefixos nominais                                           | Prefixos nominais          | Prefixos nominais                            | Prefixos pronominais         | Prefixos pronominais | Abrange |
| Classe (numeração varia de acordo com autores) | Singular                                                    | Plural                     | Muito ou pouco usada                         | Singular                     | Plural               | Abrange |
| ---------------------------------------------- | ----------------------------------------------------------- | -------------------------- | -------------------------------------------- | ---------------------------- | -------------------- | --- |
| 1a                                             | omu-                                                        | oma-                       | pouco                                        | u-                           | a-/va-               | seres animados                                                                                                |
| 1b                                             | u-                                                          | a-                         | muito                                        | u-                           | a-/va-               | seres animados                                                                                                |
| 2a                                             | omu-                                                        | omi-                       | pouco                                        | u-                           | vi-                  | seres inanimados                                                                                              |
| 2b                                             | u-                                                          | ovi-                       | muito                                        | u-                           | vi-                  | seres inanimados                                                                                              |
| 3a                                             | i-                                                          | ova-                       | pouco                                        | li-                          | a-/va-               | partes do corpo humano e termos abstratos que vêm em números grandes ou em pares                              |
| 3b                                             | e-                                                          | a-                         | muito                                        | li-                          | a-/va-               | grandezas, partes do corpo humano e termos abstratos                                                          |
| 4                                              | ochi- otxi- em algumas grafias                              | ovi-                       | muito (classe mais numerosa)                 | chi- txi- em algumas grafias | vi-                  | predominam utensílios e instrumentos, inclui animais, causa, função, aumentativos e alguns nomes estrangeiros |
| 5                                              | sem prefixo, somente artigo definido o-                     | olo-                       | muio                                         | i-                           | vi-                  | predominam nomes de animais, derivados de verbos e estrangeiros                                               |
| 6                                              | olu-                                                        | olo-                       | pouco                                        | lu-                          | vi-                  | extensão |
| 7                                              | oka-                                                        | otu-                       | muito usada, mas com poucos termos originais | ka-                          | tu-                  | diminutivo e coisas pequenas                                                                                  |
| 8                                              | ou-                                                         | au- *em geral não admitido | pouco                                        | u-                           | a-/va-               | abstratos, especialmente vindos de nomes concretos                                                            |
| 9                                              | oku- (prefixo mais usado para indicar infinitivo em verbos) | ova-                       | pouco                                        | ku-                          | a-/va-               | partes do corpo humano e expressões verbais                                                                   |

#### Artigos
O o- que precede muitos dos prefixos é o único artigo presente na língua. Ele é um artigo definido e não sofre flexão de gênero nem de número. As classes em que ambos os prefixos nominais (singular e plural) contêm esse artigo são consideradas em forma completa, enquanto as que não os têm são chamadas de forma reduzida. Classes com um prefixo contendo o artigo e outro não são chamadas de semirreduzidas. Para as classes que têm formas completas e formas reduzidas ou semirreduzidas, a forma semirreduzida ou reduzida é mais usada.

#### Derivação nominal
Por via de regra, substantivos derivam de verbos (e nunca o contrário) e, muito raramente, de outros substantivos.
Genericamente, a derivação de substantivos simples a partir de verbos ocorre por meio da substituição de um prefixo verbal por um prefixo nominal, cuja classe varia dependendo da relação entre o substantivo formado e o verbo inicial, e da mudança da vogal final do radical.
A derivação a partir de outros substantivos acontece pela troca de um prefixo nominal por outro e, também, pela modificação da última vogal do radical.
Já a derivação de substantivos compostos ocorre principalmente de duas maneiras. A primeira é a junção de dois termos que se complementam para a formação de um termo mais específico, como o-njo i-a o-hama (casa de cama) se torna o-njohama (quarto de dormir). Já a segunda maneira gera termos que indicam posse de uma característica, como gentílicos e profissões. Um exemplo de gentílico é u-nkumbi (natural do Humbe), e um exemplo de posse de uma característica é a derivação de u-longo (conversa) para uku'-ulongo (conversador).
| Substantivos simples                   | Substantivos simples                   | Substantivos simples | Substantivos simples                            |
| Caso                                   | Caso                                   | Modificação | Exemplo                                         |
| -------------------------------------- | -------------------------------------- | --- | ----------------------------------------------- |
| Agentes de verbo                       | Agentes de verbo                       | Troca do prefixo indicador do infinitivo do verbo (oku-) para o prefixo da classe 1b (u-, a-) correspondente e modificação da última vogal do radical para o correspondente da classe 3b (e-, a-) e modificação da última vogal do radical para o. | oku-kava (estar cansado) para e-kavo (cansaço)  |
| Objeto de uma ação expressa pelo verbo | Objeto de uma ação expressa pelo verbo | Troca do prefixo para o correspondente da classe 4 (otchi-/otxi-, ovi-) e modificação da última vogal do radical para u ou i . | oku-tunga (edificar) para ochi-tungu (edifício) |
| Nome descritivo de uma ideia verbal    | Para a ação em si                      | Troca do prefixo para o correspondente da classe 5 (o-, olo-) e modificação da última vogal do radical para a. | oku-landa (comprar) para o-ndanda (compra)      |
| Nome descritivo de uma ideia verbal    | Para o agente da ação                  | Troca do prefixo para o correspondente da classe 5 (o-, olo-) e modificação da última vogal do radical para i. | oku-imba (cantar) para o-muimbi (cantor)        |
| Derivação substantivo-substantivo      | Derivação substantivo-substantivo      | Troca do prefixo para o correspondente da classe 1b (u-, a-) e modificação da última vogal para i, o ou a. | o-ngombe (boi) para u-ngombo (pastor)           |

| Substantivos compostos               | Substantivos compostos | Substantivos compostos                                                                        |
| Caso                                 | Modificação | Exemplo                                                                                       |
| ------------------------------------ | --- | --------------------------------------------------------------------------------------------- |
| União do substantivo e seu descritor | Ocorre por meio da supressão do conector resultando em alteração das vogais finais da 1ª palavra e/ou iniciais da 2ª.                                                     | Situação inicial: o-njo i-a o-hango* a casa ela de conversação (casa de conversação)          |
| União do substantivo e seu descritor | Ocorre por meio da supressão do conector resultando em alteração das vogais finais da 1ª palavra e/ou iniciais da 2ª.                                                     | Situação final: o-njohango* sala (ocorrência de supressão do final de njo, e do ligante, i-a) |
| Junção de um verbo e seu objeto      | Troca do prefixo para o correspondente da classe 5 (o-, olo-). | oku-linga u-pange (fazer trabalho) para o-ndingupange (trabalhador)                           |
| Gentílico                            | União dos prefixos pessoais u- ou va- a nomes de terras (quando usado pejorativamente, carrega outros prefixos como otxi- ou, para designar algo mais negativo, okatxi-). | u - ngangela (natural da Ganguela)                                                            |
| Dote, profissão ou propriedade       | Adição da palavra “possuidor” (ukua) a substantivos que representam qualidades ou vocações.                                                                               | och-sok (auxílio) para uku’-ochisoko (ajudante)                                               |
| Indicação de companhia               | Ligação de prefixos pessoais e pronomes pessoais do plural pela preposição ku- (cujo significado é "de").                                                                 | u-ku-etu, lit: ele de nós (o nosso companheiro)                                               |

*uma palavra cuja grafia termina por ter nk acaba sendo, em realidade, pronunciada como [h]. Por esse motivo, apesar de esta letra (h) não figurar no alfabeto apontado, alguns autores escolhem grafar a pronúncia diferenciada desta maneira.

#### Adjetivos qualificativos
Como na maioria das línguas bantu, a quantidade de adjetivos é pequena e eles, no geral, indicam características como natureza, dimensão e idade. Os adjetivos aparecem pospostos ao termo que descrevem, concordando com eles somente por meio dos prefixos pronominais.
| -ua            | bom, bonito     |
| -vi            | mau, feio       |
| -nene          | grande, alto    |
| -titu          | pequeno, baixo  |
| -sovi          | longo, comprido |
| -mbumbulu      | curto           |
| -pia           | novo, jovem     |
| -ale/-ali/-ari | velho, antigo   |

#### Pronomes pessoais
Os pronomes pessoais em umbundo se dividem em três classes, dependendo de suas posições na frase e da função que desempenham.
A primeira classe de pronomes é constituída de pronomes que podem ser usados independentemente, sendo equivalentes aos pronomes pessoais do português, sem serem afixos de outros termos, e não se subordinam gramaticalmente a nenhum outro nome, sendo usados com sentido absoluto. Essa classe também abrange os pronomes circunstanciais (comigo, convosco) por meio da adição de uma preposição.
A segunda classe é constituída de sufixos que se antepõe a verbos para indicar o sujeito de uma ação, não podendo ser usados independentemente.
Já a terceira classe é composta por infixos que se incluem também em verbos, mas entre os pronomes da classe 2 e os radicais verbais, a fim de indicar o objeto de um verbo.
Tanto na segunda quanto na terceira classe, os pronomes da 3ª pessoa (singular e plural) indicados na tabela só são usados para designar seres da 1ª classe gramatical (seres animados). Para termos de qualquer outra classe gramatical, esses pronomes são substituídos pelos prefixos pronominais da classe.
Um exemplo de uso de pronomes da primeira classe é ame António (eu sou António), já que esse pronome pode ser usado com ou sem presença de um verbo. Com presença verbal, dois exemplos são ame ndi-tanga (eu estudo) e ame ndi-lila (eu choro).
Dois exemplos de pronomes da segunda classe são: tu-feta  (nós pagamos) e o-mona (ele vê).
Um exemplo de pronome da terceira classe é: ndi-u-ipa (eu o mato), pertencendo o sufixo ndi à segunda classe e sendo equivalente ao "eu", enquanto o infixoo -u- é da terceira classe e equivale ao "o", indicando o objeto de "mato".
| Classe 1: Sentido absoluto, sem nenhuma subordinação gramatical | Classe 1: Sentido absoluto, sem nenhuma subordinação gramatical | Classe 1: Sentido absoluto, sem nenhuma subordinação gramatical | Classe 1: Sentido absoluto, sem nenhuma subordinação gramatical |
| Pessoa                                                          | Número                                                          | Pronomes                                                        | Pronomes                                                        |
| --------------------------------------------------------------- | --------------------------------------------------------------- | --------------------------------------------------------------- | --------------------------------------------------------------- |
| 1ª                                                              | Singular                                                        | eu                                                              | ame                                                             |
| 1ª                                                              | Singular                                                        | comigo                                                          | l'ame                                                           |
| 1ª                                                              | Plural                                                          | nós                                                             | etu                                                             |
| 1ª                                                              | Plural                                                          | conosco                                                         | l'etu                                                           |
| 2ª                                                              | Singular                                                        | tu                                                              | ove                                                             |
| 2ª                                                              | Singular                                                        | contigo                                                         | k'ove                                                           |
| 2ª                                                              | Plural                                                          | vós                                                             | ene                                                             |
| 2ª                                                              | Plural                                                          | convosco                                                        | k'ene                                                           |
| 3ª                                                              | Singular                                                        | ele/ela                                                         | eie                                                             |
| 3ª                                                              | Singular                                                        | com ele/com ela                                                 | v'eie                                                           |
| 3ª                                                              | Plural                                                          | eles/elas                                                       | ovo                                                             |
| 3ª                                                              | Plural                                                          | com eles/com elas                                               | v'ovo                                                           |

| Classe 2: Se antepõem a verbos para indicar concordância em relação ao sujeito, não são usados independentemente | Classe 2: Se antepõem a verbos para indicar concordância em relação ao sujeito, não são usados independentemente | Classe 2: Se antepõem a verbos para indicar concordância em relação ao sujeito, não são usados independentemente |
| Pessoa | Número | Pronomes |
| --- | --- | --- |
| 1ª | singular | ndi- ngi- ou ngu- são usados raramente                                                                           |
| 1ª | plural | tu- |
| 2ª | singular | u- antes de vogal o- antes de consoante                                                                          |
| 2ª | plural | u- ou, raramente, vu-                                                                                            |
| 3ª (só se aplicam a seres da 1ª classe, para as demais se usam seus prefixos pronominais correspondentes)        | singular | u- antes de vogal o- antes de consoante                                                                          |
| 3ª (só se aplicam a seres da 1ª classe, para as demais se usam seus prefixos pronominais correspondentes)        | plural | va- |

| Classe 3: Infixos postos entre prefixo pronominal do sujeito e radical verbal para indicar o objeto do verbo | Classe 3: Infixos postos entre prefixo pronominal do sujeito e radical verbal para indicar o objeto do verbo | Classe 3: Infixos postos entre prefixo pronominal do sujeito e radical verbal para indicar o objeto do verbo |
| Pessoa | Número | Pronomes |
| --- | --- | --- |
| 1ª | singular | -ngu- -ndi- é menos usado                                                                                    |
| 1ª | plural | -tu- |
| 2ª | singular | -ku- |
| 2ª | plural | -u- ou, raramente, -vu-                                                                                      |
| 3ª (só se aplicam a seres da 1ª classe, para as demais se usa seus prefixos pronominais correspondentes)     | singular | -u- antes de vogal -o- antes de consoante                                                                    |
| 3ª (só se aplicam a seres da 1ª classe, para as demais se usa seus prefixos pronominais correspondentes)     | plural | -va- |

#### Pronomes possessivos
No umbundo, os pronomes possessivos são feitos se unindo o radical ao prefixo pronominal correspondente dos substantivos modificados pelo pronome. Os radicais variam de acordo com a pessoa e o número, como indicado abaixo:
1. meu: ange
2. teu: ove
3. seu (dele/dela): aie
4. nosso: etu
5. vosso: ene
6. seu (deles/delas):  avo

### Verbo

#### Conjugação por pessoa e número
Em umbundo, as concordâncias do verbo com pessoa e número são indicadas pelos pronomes pessoais da segunda classe. Esses precedem um radical verbal e carregam em si a informação do número e pessoa do sujeito do verbo.

#### Tempo e modo
O umbundo possui cinco tempos verbais, passado remoto, passado próximo, presente, futuro simples e futuro composto, representados, em geral, pela adição de partículas além dos prefixos pronominais e do radical verbal. Em relação a modos verbais, a língua tem quatro, o indicativo, o imperativo, o subjuntivo e o infinitivo.
| Tempo verbal    | Tempo verbal | Tempo verbal                                                                                 | Tempo verbal                                          |
| Tempo           | Modificação | Modificação                                                                                  | Exemplo                                               |
| --------------- | --- | -------------------------------------------------------------------------------------------- | ----------------------------------------------------- |
| Passado remoto* | Adição da partícula a entre o pronome pessoal e o radical verbal e substituição da vogal final por um desses sufixos: | -ele ou -ene se o verbo tiver a penúltima sílaba terminada em a, e ou o                      | -tala (olhar) para -a-talele                          |
| Passado remoto* | Adição da partícula a entre o pronome pessoal e o radical verbal e substituição da vogal final por um desses sufixos: | -ile ou -ine se o verbo tiver a penúltima sílaba terminada em i ou u                         | -tamina (lamentar) para -a-taminine                   |
| Passado próximo | Adição da partícula a entre o pronome pessoal e o radical do verbo.                                                   | Adição da partícula a entre o pronome pessoal e o radical do verbo.                          | ndi-feta (eu pago) para nd'-a-feta (eu paguei)        |
| Presente        | Nada é adicionado, nem removido da forma verbal que se forma na indicação do modo.                                    | Nada é adicionado, nem removido da forma verbal que se forma na indicação do modo.           | para o indicativo, por exemplo: tu-feta (nós pagamos) |
| Futuro simples  | Adição da partícula ka entre o pronome pessoal e o radical do verbo.                                                  | Adição da partícula ka entre o pronome pessoal e o radical do verbo.                         | o-ka-mona (tu verás)                                  |
| Futuro composto | Adição da partícula a entre a partícula ka (que é adicionada no futuro simples) e o prefixo.                          | Adição da partícula a entre a partícula ka (que é adicionada no futuro simples) e o prefixo. | u-a-ka-mona (tu terás visto)                          |

*Obs: o passado remoto é mais usado em conversas informais, muitas vezes assumindo a posição do passado próximo.
| Modo verbal | Modo verbal | Modo verbal                                     |
| Modo        | Modificação | Exemplo                                         |
| ----------- | --- | ----------------------------------------------- |
| Indicativo  | Adição do pronome pessoal correspondente à pessoa com a qual o verbo concorda.                                                                                              | o-feta (tu pagas) e va-feta (eles pagam)        |
| Imperativo  | Na 2ª pessoa do singular, é somente o radical verbal, sem pronome pessoal. Na 2ª pessoa do plural, o radical tem sua última vogal mudada para i, ainda sem pronome pessoal. | mona (vê tu) e moni (vêde vós)                  |
| Subjuntivo  | O radical tem sua última vogal mudada para e. | ndi-feta (eu pago) para ndi-fete (que eu pague) |
| Infinitivo  | O radical é precedido do prefixo oku-. | oku-mona (ver) e oku-feta (pagar)               |

#### Outras estruturas verbais
Além de conjugações de tempo e modo, o umbundo apresenta outras formais verbais para indicar diferentes fenômenos. São elas: a forma causativa, a forma passiva, a forma relativa, a forma reflexa e a forma duplicada.

##### Forma causativa
A forma causativa é usada para indicar uma situação em que o sujeito não é necessariamente o agente de uma ação, mas sim o causador de uma ação, como, por exemplo, quando o sujeito é o mandante de uma ação efetuada por outras pessoas. Essa forma é indicada por meio da substituição da vogal final por -isa, como no exemplo a seguir: -mona (ver) para -monisa (mandar ver).

##### Forma passiva
A forma passiva é, como no português, usada para indicar que o sujeito é quem sofre a ação. No umbundo, a passividade é mostrada por meio da substituição da vogal final por -iua. Um exemplo dessa construção é -kuata (agarrar) que se torna -kuatiua (ser agarrado).

##### Forma relativa
A forma relativa é usada para indicar que dois verbos com significados diferentes são relacionados. Essa forma é indiciada por meio da substituição da vogal final por -ela, -ila, -ola, -oka, -ula ou -uka. Um exemplo da forma relativa são os verbos -lava (guardar), -lavela (velar) e -lavoka (esperar).

##### Forma reflexa
A forma reflexa é usada para expressar uma ação que tem como agente e alvo a mesma pessoa, em que alguém faz algo a si mesmo. Essa forma é indicada por meio do pronome reflexivo -li-  entre o pronome pessoal e o radical verbal, como em -teta (cortar) que passa a ser -li-teta (cortar-se).

##### Forma duplicada
A forma duplicada indica que uma ação é habitual ou acontece frequentemente. Ela é indicada por meio da duplicação do radical do verbo, como exemplificado na transformação de -popia (falar) para -popia-popia (falar habitualmente).

## Sintaxe
Em sua grande maioria, as frases seguem a seguinte ordem: em primeira posição, vem a palavra dominante ou mais importante, que é sempre o termo ao qual todos os outros se subordinam e, geralmente, é o sujeito da frase, sendo seguida de seus modificadores. No caso do termo dominante não ser o sujeito, este aparece na segunda posição, também junto de seus modificadores. Na última posição é posto o predicado junto de seus atributos. Quanto ao sujeito da frase, todos os termos da oração devem concordar com este em número e classe, mesmo quando o termo é omitido. Pronomes pessoais não constituem o sujeito de uma frase, exceto quando se quer enfatizar quem é o agente de uma ação.

Um exemplo de frase em que a palavra dominante é o sujeito:
ulume          u        o-sola           oku-tunga
o homem   este   ele gosta de   trabalhar
este homem gosta de trabalhar

Um exemplo de frase em que a palavra dominante não é o sujeito:
ombua,   u-a-i-teta           enguni
o cão,     ele lhe cortou   a garganta
ele cortou a garganta do cão

Às vezes, por ênfase, o sujeito aparece depois do verbo, como em:
hena ha-sapula    chi u-a-ndi-sapuile     osoma
amanhã eu direi    o que ele me disse     o rei
amanhã eu contarei o que o rei me disse

### Frases comparativas
No umbundo, existem estruturas específicas para estabelecer comparações entre dois termos. Essas formas podem expressar igualdade entre os termos, a superioridade de um dos termos ou a inferioridade de um dos termos. Dentre essas três relações estabelecidas, existem muitas estruturas possíveis, incluindo o uso de verbos, advérbios, adjetivos, locuções e da duplicação de termos.
| Relação estabelecida | Estrutura |
| -------------------- | --- |
| Igualdade            | Por meio do verbo kurisoka (ser igual) no pretérito (viarisoka) posposto aos termos que se quer comparar. |
| Igualdade            | Por meio da conjunção nda (como), que aparece depois de um termo e de uma característica e é seguido por um outro termo.                                                                                                |
| Superioridade        | Por meio de um verbo ou nome que indique superioridade como kupitapo (exceder) vindo depois dos termos que se quer comparar, cada um sendo precedido pela conjunção la. O termo superior é repetido depois de kupitapo. |
| Superioridade        | Por meio do advérbio vari (mais), vindo depois da listagem dos termos, todos precedidos pela conjunção la, sendo seguido pelo adjetivo que explica no que um termo é superior e da repetição do termo superior.         |
| Superioridade        | Por meio do advérbio alua (muito), formando superlativo. O advérbio concorda com o termo que descreve. |
| Superioridade        | Por meio da adição do termo enene (que demonstra grandeza) após a característica em que um termo é superior, formando superlativo.                                                                                      |
| Superioridade        | Por meio da duplicação do adjetivo usado para indicar a característica em que um dos termos é superior. Nesse caso, somente a primeira ocorrência do termo carrega prefixo.                                             |
| Superioridade        | Por meio da afirmação de uma característica sobre somente um dos termos. Sendo dois termos, o que tem descrição é superior ao outro. Sendo muitos termos, o que tem descrição é superior a todos os outros.             |
| Superioridade        | Ao seguir o termo superior de algo que indique superioridade e o termo inferior de algo que indique sua inferioridade.                                                                                                  |
| Inferioridade        | Por meio da locução kusala nyima (ficar atrás). O primeiro termo é seguido da característica na qual é superior e, em seguida, vem o termo inferior, seguido da locução.                                                |
| Inferioridade        | Por meio da atribuição de um comparativo de superioridade somente ao primeiro termo, implicando inferioridade do segundo.                                                                                               |

## Amostra de texto
Artigo 1º da Declaração Universal dos Direitos Humanos:
“Omanu vosi vacitiwa valipwa kwenda valisoka kovina vyosikwenda komoko. Ovo vakwete esunga kwenda, kwenda olondunge kwenje ovo vatêla okuliteywila kuvamwe kwenda vakwavo vesokolwilo lyocisola.”
“Todos os seres humanos nascem livres e iguais em dignidade e direitos. São dotados de razão e consciência e devem agir em relação uns aos outros com espírito de fraternidade.”

### Dicionários
- Nascimento, José Pereira do (1894). Grammatica do Umbundu, ou lingua de Benguella. [S.l.]: Impr. Nacional (páginas 113-165)
- https://glosbe.com/umb/pt

### Outros
- https://glottolog.org/resource/languoid/id/umbu1257
- http://www.multitree.org/codes/umb.html
- https://www.ethnologue.com/language/umb
- https://archive.org/details/ERIC_ED256170/page/n137/mode/2up
- https://www.ovimbundu.org/categoria/educacao